# エピスタシス
エピスタシス（英: epistasis）とは、遺伝学において、異なる遺伝子座間の相互作用が一つの形質に影響することである。一つの遺伝子座 (modifier gene) の遺伝子型が、別の遺伝子座の遺伝子型の表現型に影響するあらゆる種類の相互作用について意味している。異なる言い方をすれば、相互作用が相加的でない場合、と言える。
元来の意味では、ある遺伝子座の遺伝子型によって、別の遺伝子座の遺伝子型の発現が抑えられることであった。この意味において、表現型が現れる方の遺伝子の状態を上位(epistatic)、表現型が取り替えられる、あるいは、抑制される方の遺伝子の状態を下位(hypostatic、ハイポスタティック)と呼ぶ。その後、ロナルド・フィッシャーが、エピスタシスを相加的な線形モデルからのずれとして記述したことにより、二重の定義が生まれることになった。この用語の問題は今日でも議論されている。
エピスタシスは、優性が同じ遺伝子座における対立遺伝子間の相互作用であることと対照的である。エピスタシスは、しばしばQTLとポリジーン遺伝の関係で研究される。
適応度に対してエピスタシスな効果を持つ、強く連鎖した遺伝子の例として、超遺伝子 (supergene) や主要組織適合遺伝子複合体があげられる。その効果はゲノムレベルで直接働き、ある遺伝子が他の遺伝子の転写を妨げるタンパク質をコードしているためである。あるいは、その効果は表現型レベルではたらくこともある。
遺伝子相互作用の研究は、遺伝子の機能、突然変異の性質、機能の冗長性、タンパク質相互作用の解明につながると言われている。

## 単純な例
単純な例として、2つの座位間の相互作用（エピスタシス）を考える。1つの座位にAとaの対立遺伝子があり、別の座位にBとbの対立遺伝子があるとする。Aはaに対して優性で、Bはbに対して優性とする。AAbbとaaBBを掛け合わせた雑種第1代（F1）の遺伝子型はAaBbとなり、表現型はABとなる。F1同士を交配させると、雑種第二代（F2）の遺伝子型は9通り（AABB：AABb：AaBB：AAbb：AaBb：aaBB：Aabb：aaBb：aabb=1：2：2：1：4：1：2：2：1）となり、これらの表現型は4通り（AB：Ab：aB：ab＝9：3：3：1）となる。エピスタシスがあると、この表現型の分離比が変化する。
被覆遺伝子
Aの形質がBの形質を覆い隠すとき、ABとAbの形質は区別できず、(AB+Ab)：aB：ab＝12：3：1となる。これを優性上位(dominant epistasis)という。これに当てはまる例にはカボチャの果皮色の遺伝がある。
条件遺伝子
AがあるときのみBが発現する（AがないときにはBが発現しない）場合、aBとabの形質は区別できず、AB：Ab：(aB+ab)＝9：3：4となる。これを劣性上位(recessive epistasis)という。タマネギの色の遺伝がこれに当てはまる。
補足遺伝子
Aとa、Bとbには優劣がなく、AとBが組み合わさったときのみ別の形質が現れる場合、AB：(Ab+aB+ab)＝9：7となる。スイートピーの花の色がこれに当てはまる。
抑制遺伝子
表に現れる形質はBとbのみで、AがBの発現を抑制する遺伝子の場合、(AB+Ab+ab)：aB＝13：3になる。カイコガの繭の色がこれに当てはまる。
同義遺伝子
AとBが1つの同じ形質を発現する場合、(AB+Ab+aB)：ab＝15：1となる。ナズナの果実の形がこれに当てはまる。

厳密な意味では12：3：1となる被覆遺伝子の作用のみがエピスタシスと呼ばれていたが、現在は分離比を変える相互作用はすべてエピスタシスと呼ばれる。